# 简繁
简繁（1952年—），男，本名简德才，安徽蚌埠人，中华人民共和国画家。

## 生平
1974年毕业于安徽师范大学艺术系。1978年由安徽省美术家协会和安徽省文化厅，保荐至浙江美术学院（现中国美术学院）进修中国画。1979年考入南京艺术学院，随时任院长的刘海粟教授攻读中国画硕士学位，是刘海粟所带的惟一中国画硕士研究生。1982年研究生毕业，获硕士学位。硕士毕业后经导师刘海粟提名留任其助手。1985年调至深圳大学。1990年赴美国俄亥俄州克里夫兰凯斯西部保留地大学攻读艺术教育博士学位。后旅居洛杉矶，为刘海粟文化（国际）基金会执行主席，国际中国美术家协会副主席兼学术委员会主任。
1994年刘海粟去世之后，简繁谨遵师嘱，隐居8年，完成了134万字的《沧海三步曲》：《背叛》、《彼岸》、《见证》（后出版社和简繁迫于徐悲鸿、刘海粟亲朋的压力，再版修订、删减为90万字上、下卷版），这部由人民文学出版社出版的口述实录体大书，被誉为“中国传记文学开先河之作”，是“迄今了解和研究中国现代美术史和刘海粟的最佳文本”。2015年，新书《沧海之后》由人民文学出版社出版，并表示此后将封笔潜心作画。